# Caroline Colombo
Caroline Colombo (Pontarlier, 16 de abril de 1996) es una deportista francesa que compite en biatlón. Ganó una medalla de plata en el Campeonato Europeo de Biatlón de 2021, en el relevo individual.

## Palmarés internacional
| Campeonato Europeo | Campeonato Europeo       | Campeonato Europeo | Campeonato Europeo      |
| Año                | Lugar                    | Medalla            | Prueba                  |
| ------------------ | ------------------------ | ------------------ | ----------------------- |
| 2021               | Duszniki-Zdrój (Polonia) | Medalla de plata   | Relevo mixto individual |